# Demjata
Demjata, dříve (do roku 1927) Demjaty nebo Demiata (maďarsky Deméte), je obec na Slovensku v okrese Prešov. Žije zde přibližně 1 100 obyvatel. První písemná zmínka o obci pochází z roku 1330.
Nad obcí se rozprostírá pohoří Vápeníky a protéká jí řeka Sekčov. Přes obec vede frekventované silniční i vlakové spojení mezi Prešovem a Bardejovem.

## Sport
V obci působí fotbalový klub FK Demjata (Futbalový Klub Demjata), založený v roce 1952.

## Významné osobnosti
- Stanislav Šesták - fotbalový útočník